# Elezioni del Soviet Supremo dell'Unione Sovietica del 1954
Le elezioni del Soviet Supremo dell'Unione Sovietica del 1954 si tennero il 14 marzo.

## Sistema elettorale
Le elezioni erano regolate dalla Costituzione dell'Unione Sovietica approvata dal Congresso dei Soviet il 5 dicembre 1936, che stabiliva che esse fossero dirette, universali, uguali e segrete, e dalle "Disposizioni sulle elezioni del Soviet Supremo" deliberate dal Presidium del Soviet Supremo il 9 gennaio 1950.
I deputati delle due camere, il Soviet dell'Unione e il Soviet delle Nazionalità, venivano eletti con il sistema maggioritario in circoscrizioni elettorali determinate in base a criteri fissati dalla Costituzione: nel Soviet dell'Unione veniva eletto un deputato ogni 300 000 abitanti, mentre il Soviet delle Nazionalità garantiva la rappresentanza di 25 deputati per ogni Repubblica federata, 11 per ogni Repubblica autonoma, cinque per ogni oblast' autonoma e uno per ogni circondario nazionale. Circoscrizioni speciali garantivano inoltre il voto all'estero dei membri dell'Armata Rossa e della marina militare di stanza oltre i confini dell'Unione Sovietica.
Il diritto di elettorato attivo era garantito dalla Costituzione ai cittadini che avessero compiuto i 18 anni di età,, mentre l'età necessaria per essere eletti nel Soviet Supremo dell'Unione era di 23 anni.

## Presentazione delle candidature
La selezione dei candidati per il Soviet Supremo, come nelle precedenti elezioni, era riservata alle organizzazioni sociali di tutti i livelli e alle assemblee dei lavoratori, dei funzionari e dei militari, che dovevano provvedere a registrare le candidature presso la Commissione di circoscrizione competente presentando il verbale della riunione che le aveva deliberate. Le organizzazioni avevano quindi il diritto di fare propaganda per il candidato attraverso riunioni, materiali a stampa ed altri mezzi fino al giorno delle elezioni, durante il quale era imposto il silenzio elettorale.
La normativa elettorale non escludeva la presentazione di più di un candidato per ogni circoscrizione, tuttavia nella pratica si confermò la prassi, avviata con le elezioni del 1936, di presentare in ogni circoscrizione un solo candidato che facesse riferimento al cosiddetto blocco dei comunisti e dei senza partito. In tal modo le elezioni si configuravano come un plebiscito sull'operato dello Stato sovietico da esprimersi attraverso un voto favorevole o contrario al candidato presente nella propria circoscrizione.

## Svolgimento del voto
I seggi furono aperti come di consueto dalle 6 alle 24 e si confermò la tradizione secondo cui numerosi elettori arrivavano alle urne già all'orario di apertura. Una volta al seggio, l'elettore riceveva il bollettino e aveva diritto di recarsi nella cabina per esprimere il voto, sebbene molti preferissero votare senza isolarsi. Le sezioni elettorali di ogni circoscrizione erano organizzate tenendo conto che in ciascuna di esse risiedesse un massimo di 2 500 abitanti, mentre il numero minimo dipendeva dalle caratteristiche geografiche e amministrativo-territoriali. L'elettore era obbligato a presentarsi al seggio di persona e non erano ammessi voti anticipati, per delega o attraverso urne mobili. Per l'organizzazione e lo svolgimento delle elezioni erano state istituite Commissioni elettorali il cui livello superiore era costituito dalla Commissione elettorale centrale dell'URSS. Per le violazioni delle normative elettorali erano previste severe sanzioni: ad esempio, ostacolare la concretizzazione del diritto di voto attivo e passivo portava alla reclusione fino a due anni, fino a tre anni la falsificazione di documenti. Ai seggi c'erano locali per la registrazione degli elettori, una sala d'attesa, uno spazio dove si trovavano le cabine elettorali e un ulteriore locale con le urne. In molti casi vi erano anche punti di soccorso medico e sale giochi per i bambini. Su tutti gli spazi vigilavano i membri della Commissione elettorale.
La partecipazione alle elezioni, dopo l'approvazione della Costituzione del 1936, era divenuta per la grande maggioranza dei cittadini sovietici un diritto-dovere civico particolarmente sentito. Per molti cittadini il contesto delle elezioni era vissuto come un giorno di grande festa.

## Risultati
| Coalizione                               | Partito                                 | Soviet dell'Unione | Soviet dell'Unione | Soviet dell'Unione | Soviet delle Nazionalità | Soviet delle Nazionalità | Soviet delle Nazionalità |
| Coalizione                               | Partito                                 | Voti               | %                  | Seggi              | Voti                     | %                        | Seggi                    |
| ---------------------------------------- | --------------------------------------- | ------------------ | ------------------ | ------------------ | ------------------------ | ------------------------ | ------------------------ |
| Blocco dei comunisti e dei senza partito | Partito Comunista dell'Unione Sovietica | 120 470 249        | 99,9               | 565                | 120 539 860              | 99,84                    | 485                      |
| Blocco dei comunisti e dei senza partito | Indipendenti                            | 120 470 249        | 99,9               | 143                | 120 539 860              | 99,84                    | 154                      |
| Voti contrari                            | Voti contrari                           | 247 897            | 0,21               | –                  | 187 357                  | 0,16                     | –                        |
| Schede bianche e nulle                   | Schede bianche e nulle                  | 680                | –                  | –                  | 609                      | –                        | –                        |
| Totale                                   | Totale                                  | 120 727 826        | 100                | 708                | 120 727 826              | 100                      | 639                      |
| Voti registrati/affluenza                | Voti registrati/affluenza               | 120 750 816        | 99,98              | –                  | 120 750 816              | 99,98                    | –                        |
| Fonte: Nohlen, Stöver                    |                                         |                    |                    |                    |                          |                          |                          |